# Hexenturm (Rüthen)

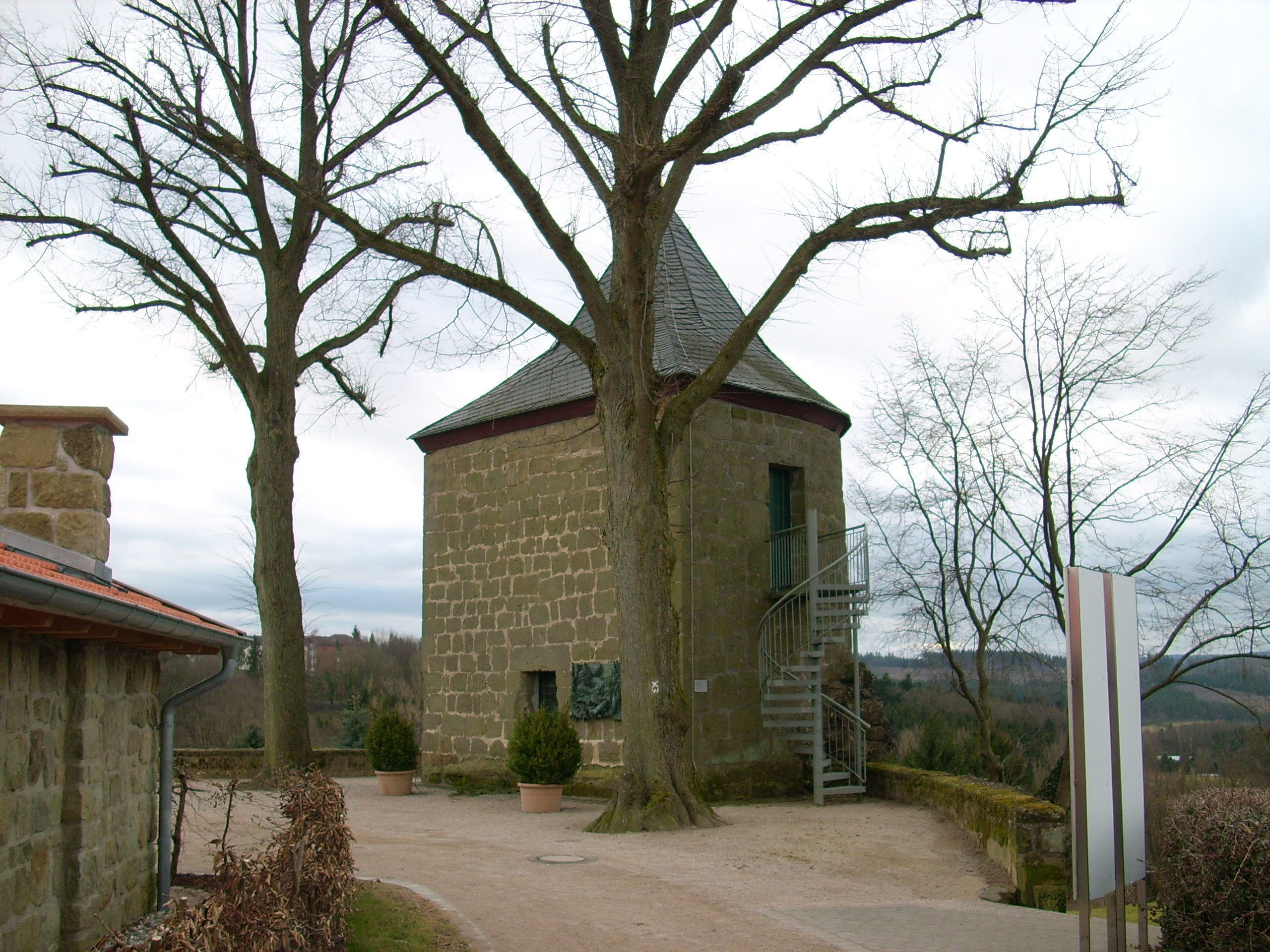
Rüthener Hexenturm

Beim Rüthener Hexenturm, früherer Name Allagener Turm, handelt es sich um einen denkmalgeschützten mittelalterlichen Turm der ehemaligen Stadtbefestigung von Rüthen.

## Geschichte
Im Turm wurden während der Hexenverfolgung im Herzogtum Westfalen Verdächtige wie Freunnd Happen aus Meiste inhaftiert, auch wenn dies teilweise bestritten wird. Neben dem Hexenturm wurde in Rüthen auch das Hachtor (Torturm der Stadtmauer), auch Hachtpforte genannt, als Gefängnis und Folterplatz für angebliche Zauberer und Hexen, aber auch für andere Gefangene genutzt.

## Hexenausstellung

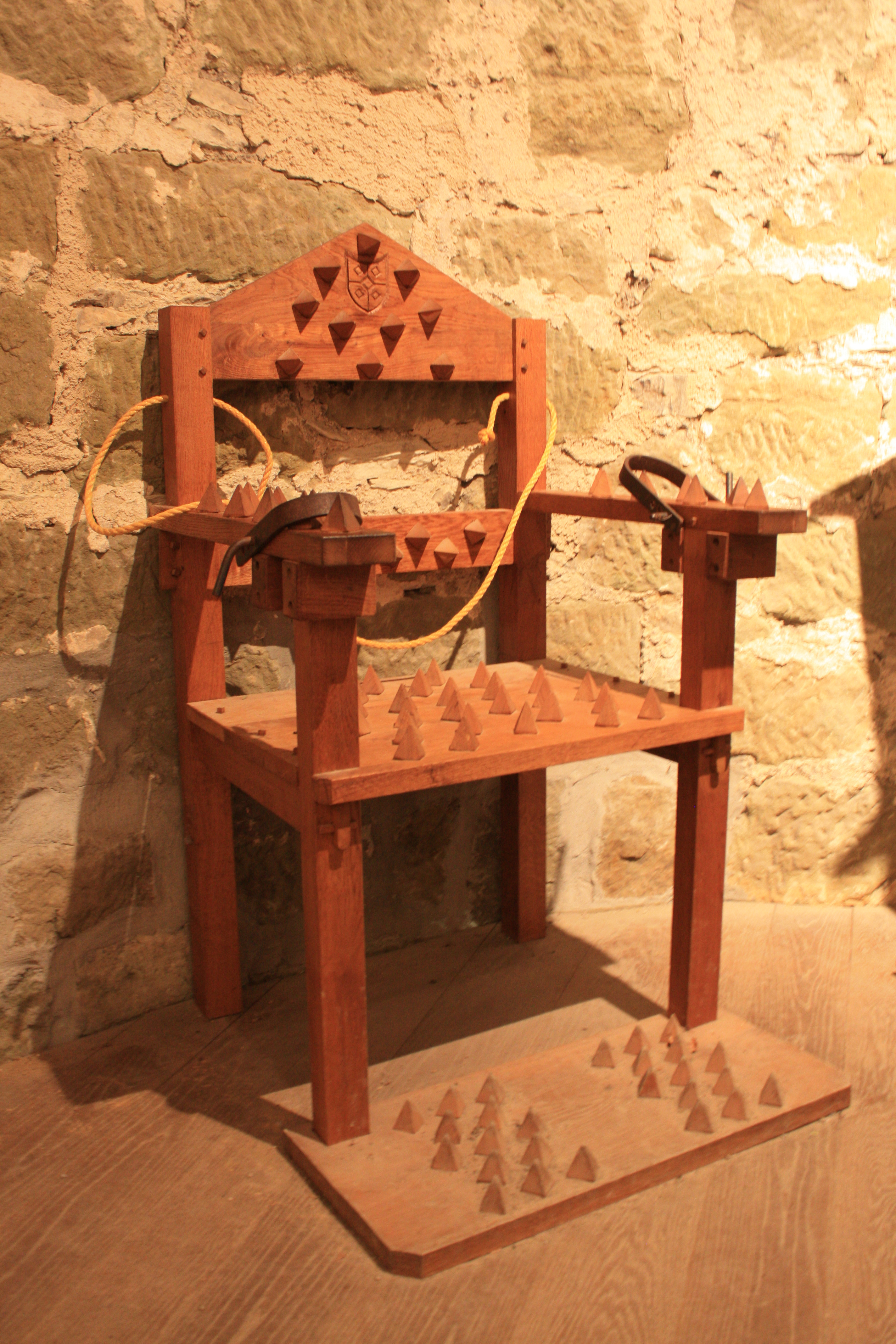
Nachbau eines Folterstuhls in der Ausstellung im Hexenturm

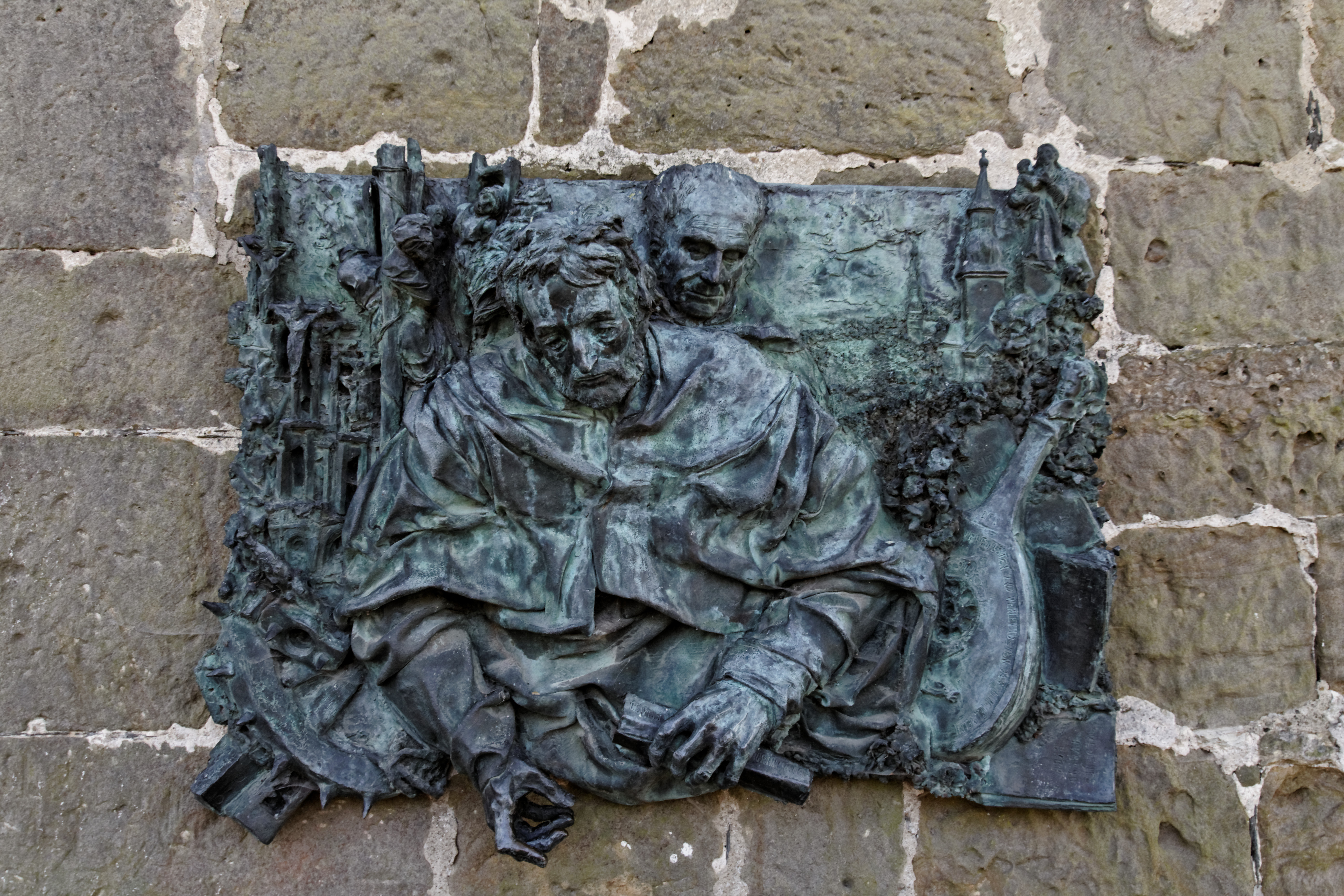
Gedenktafel für Friedrich Spee und Michael Stappert

Im Rüthener Hexenturm befindet sich eine Ausstellung zur Hexenverfolgung, welche vom Kulturring Rüthen erarbeitet wurde. Dabei greift der Kulturring das dunkle Kapitel der Hexenverfolgung in Rüthen auf.
In der Kleinstadt Rüthen wurden im Zuge der Verfolgung von sogenannten Zauberern und Hexen 102 Personen aus Rüthen ermordet. Hierunter befanden sich 50 Männer und 52 Frauen. Nimmt man die heutigen Ortsteile dazu, summiert sich die Zahl auf 169 Menschen. Sie starben entweder schon bei der brutalen Folter oder wurden nach zweifelhaften Gerichtsurteilen hingerichtet.
In der Ausstellung werden zahlreichen Repliken von Folterinstrumenten gezeigt. Auch ein Becher findet sich in der Ausstellung, denn nach Logik der Inquisition musste der Angeklagte bei der Folter bei vollem Bewusstsein sein. Ihm wurde deshalb bei drohender Ohnmacht ein stärkendes und aufputschendes Getränk gereicht. Es werden auch die Lebensgeschichten einzelner „Hexen“ dokumentiert, so z. B. von Grete Eickhoff, die 1659, vier Jahre nach ihrer Mutter, geköpft und verbrannt wurde. Die Ausstellung erinnert auch an Vorkämpfer gegen den Hexenwahn, so an Friedrich Spee von Langenfeld, von dem der früheste Beleg des Rechtsgrundsatzes „Im Zweifel für den Angeklagten“ im deutschen Rechtsraum stammt, und Michael Stappert. Beiden Männern ist ein Bronzerelief des Düsseldorfers Bert Gerresheim am Hexenturm gewidmet.
Die Hexenverfolgung im Herzogtum Westfalen, zu dem Rüthen gehörte, ereignete sich vom 16. Jahrhundert bis zum 18. Jahrhundert. Das Herzogtum Westfalen war im 17. Jahrhundert einer der Schwerpunkte der Verfolgung im Heiligen Römischen Reich und in Europa.
Die Nordrhein-Westfalen-Stiftung Naturschutz, Heimat- und Kulturpflege, kurz NRW-Stiftung, unterstützte den Kulturring Rüthen beim Aufbau der Hexenverfolgungsausstellung. Über das Stadtarchiv Rüthen können Einzel- und Gruppenführungen für die Ausstellung gebucht werden.